# Catena Kurchatov
Catena Kurchatov - łańcuch kraterów na powierzchni Księżyca, o długości 226 km. Jego współrzędne selenograficzne to 37,12°N; 136,18°E.
Catenę nazwano od krateru Kurchatov, nazwa została zatwierdzona przez Międzynarodową Unię Astronomiczną w roku 1976.